# Ковтонюк Євген Миколайович

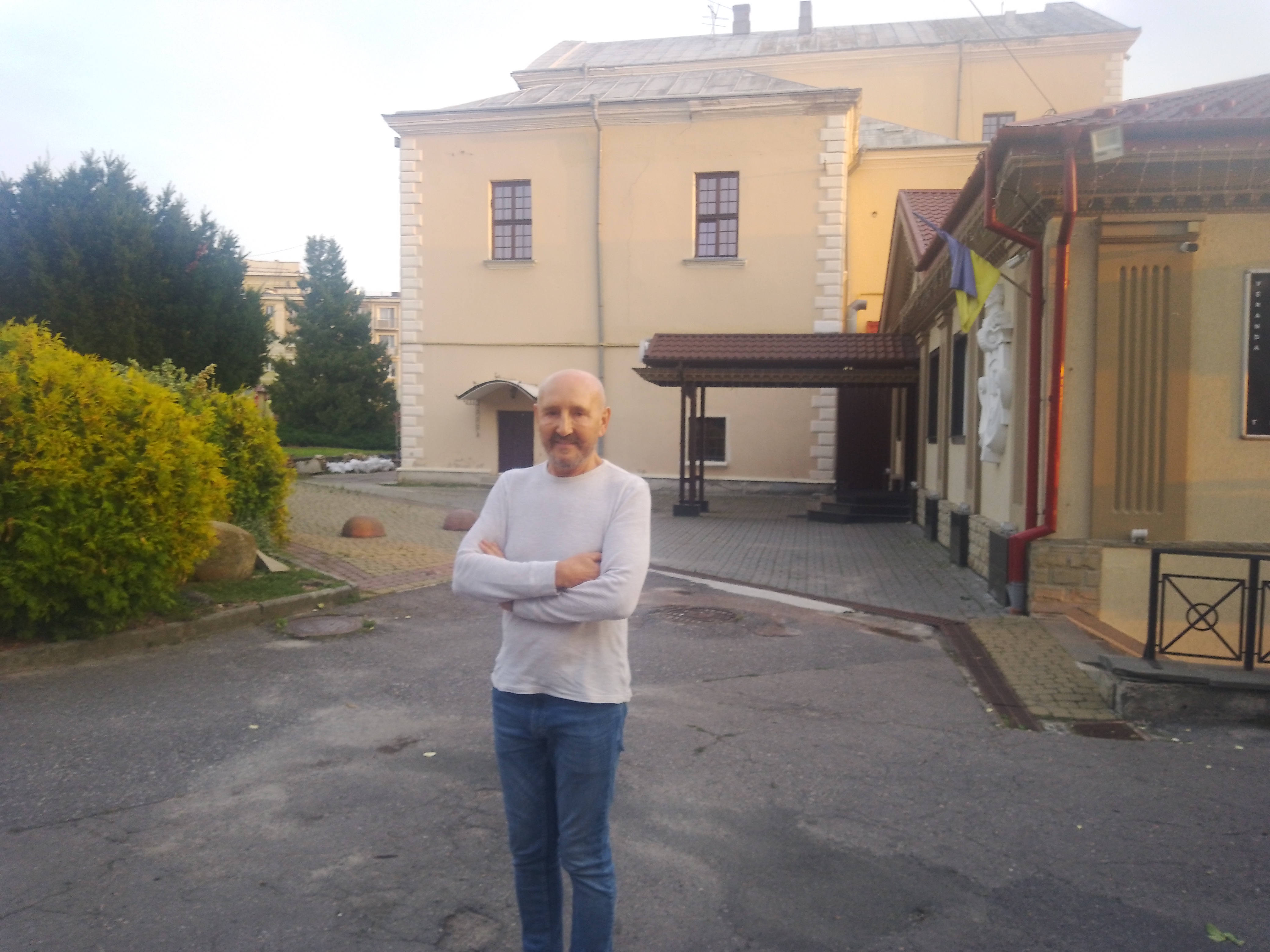
Євген Ковтонюк у Тернополі

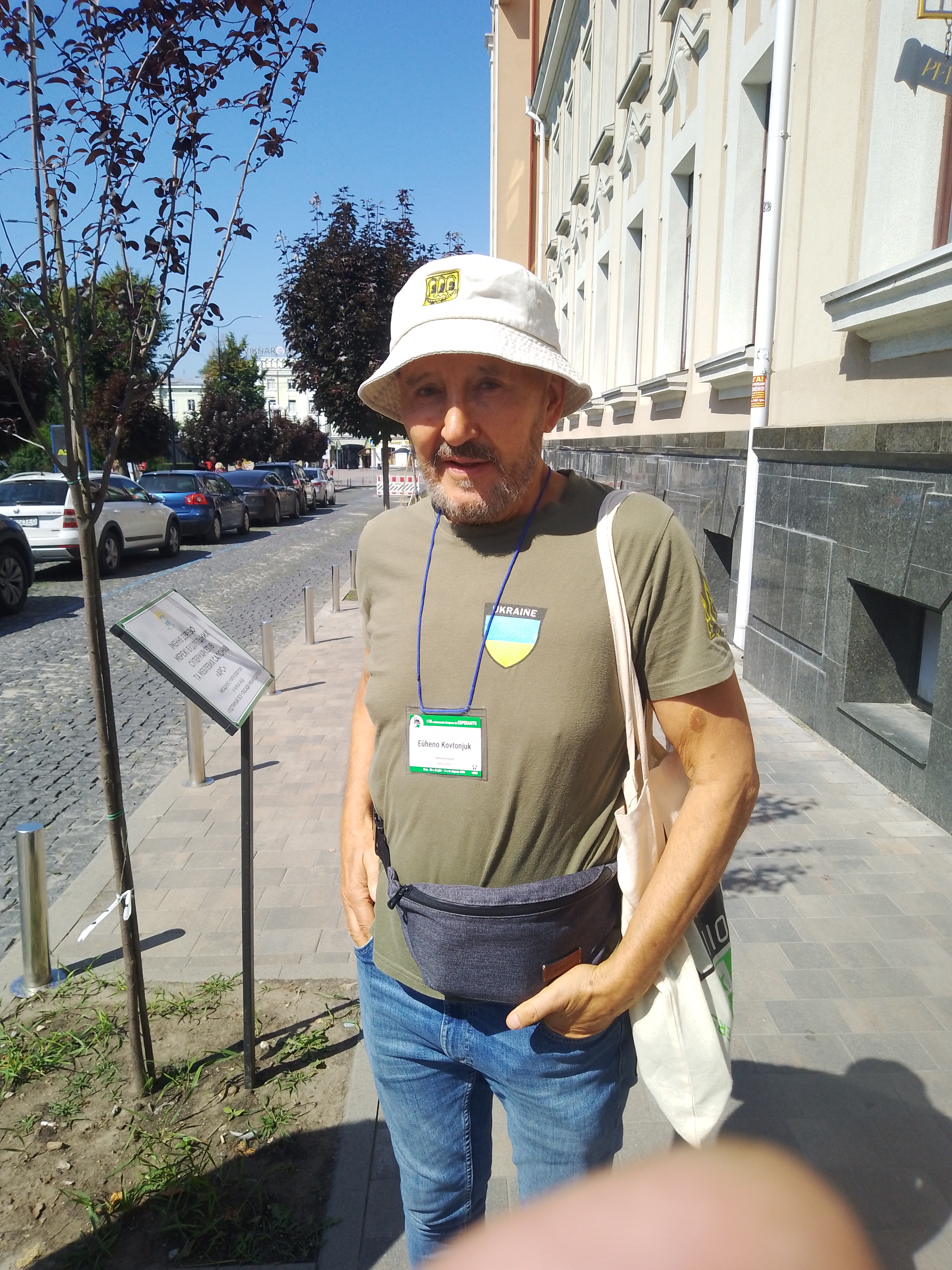
Євген Ковтонюк біля Музею преси

Ковтонюк Євген Миколайович (6 жовтня 1955 р., с. Юрківці) — перший президент та один із засновників Української есперанто асоціації, бізнесмен, фотохудожник, мандрівник.
У 1977 році успішно закінчив Одеський національний технологічний університет. Але з Одеси забрав із собою у доросле життя ще й любов до моря, морської романтики, подорожей. Саме в цей час з'явились перші фотознімки. Заняттю фотографією дуже сприяло захоплення міжнародною мовою есперанто, що давало змогу подорожувати Радянським Союзом, а з відкриттям кордонів (падінням залізної завіси) — усюди, де є есперантисти. Таким чином Євген Миколайович відвідав понад 100 країн світу.
Член комітету Всесвітньої есперанто асоціації. Учасник 24 міжнародних конгресів есперанто. Редактор українсько-есперантського словника, співавтор найбільшого у світі есперантсько-українського словника. Засновник і президент благодійного фонду ім. В. Єрошенка «Есперо». Віце-президент Української республіканської філії Асоціації радянських есперантистів (1982—1989 рр.). Президент Київського есперанто-клубу «Ora Pordego» («Золоті ворота») (1986—1992 рр.). Президент Української есперанто асоціації (з 2013 р. по теперішній час).
З 1993 по 1996 заступник голови Державного комітету України по хлібопродуктах.
У 2003 генеральний директор Національної асоціації «Укрзернопродукт».
З 1997 по 2000 генеральний директор представництва міжнародної зернової компанії "Луї Дрейфус".
З 2005 по 2011 генеральний директор ВАТ "Державний експортно-імпортний банк України «Лізингова компанія „Укрексімлізинг“»".
Нагороджений Почесною грамотою Верховної Ради України «За заслуги перед українським народом» (2005 р.), отримав диплом і почесне звання "Лицар Вітчизни" з врученням "Золотого хреста" (2007 р.), нагороджений міжнародним "Орденом королеви Анни «Честь Вітчизни» на срібній зірці" за сумлінне служіння Україні та до 1000-ліття народження Анни Ярославни, князівни Київської, королеви Франції (2008 р.).
Іменем мами Євгена, Меланії Кирилівни Ковтонюк — остарбайтера заводу «Опель» (1942—1945 рр.), названо площу в м. Рюссельсгайм-ам-Майн (Німеччина).

## Виставки
| Дата       | Назва виставки                                       | Місто (регіон)               | Локація                          |
| ---------- | ---------------------------------------------------- | ---------------------------- | -------------------------------- |
| 01.08.1977 | «Нахімовці»                                          | Україна, Одеса               | Художня галерея                  |
| 06.03.1979 | «Вперше»                                             | Киргизстан, Фрунзе (Бішкек)  | —                                |
| 01.07.2008 | «Закоханий у світ»                                   | Україна, Київ                | Будинок актора                   |
| 16.07.2008 | «Зміст простору»                                     | Україна, Київ                | Галерея «Гончари»                |
| 10.05.2009 | «Розмаїтість Тарханкуту»                             | Україна, Чорноморське (Крим) | —                                |
| 01.07.2009 | «Настрої»                                            | Україна, Одеса               | —                                |
| 01.10.2009 | «Злет»                                               | Україна, Київ                | Будинок актора                   |
| 22.04.2010 | «Китиця калини з України»                            | США, Нью-Йорк                | Metropolitan Museum of Art (MET) |
| 14.09.2010 | «Слов'янський художній фестиваль»                    | Франція, Ніца                | —                                |
| 01.01.2011 | Фотовиставка до Міжнародного Дня захисту прав людини | Україна, Київ                | Галерея на Подолі                |
| 13.05.2011 | «Очима українця»                                     | США, Нью-Йорк                | Metropolitan Museum of Art (MET) |
| 20.07.2011 | «В нас та навкруги»                                  | Азербайджан, Баку            | —                                |
| 21.09.2011 | «Фотодіалог Франція-Україна»                         | Франція, Марсель             | —                                |
| 01.01.2011 | «Різний Крим»                                        | Україна, Київ                | Український дім                  |
| 01.11.2011 | «Весь світ»                                          | Україна, Київ                | Експоцентр                       |
| 20.03.2012 | «Не дипломатична географія»                          | Україна, Київ                | Інститут міжнародних відносин    |
| 15.05.2012 | «Аргентина очима українця»                           | Україна, Київ                | Національна філармонія України   |
| 01.05.2012 | «Справжність»                                        | Україна, Сімферополь (Крим)  | Кримський художній музей         |
| 24.09.2012 | «Дороги»                                             | Швейцарія, Женева            | Палац Націй ООН                  |
| 01.05.2013 | «Перегук мистецтв»                                   | Україна, Київ                | Національна філармонія           |
| 30.06.2013 | «За межами»                                          | Україна, Київ                | Будинок актора                   |
| 23.08.2013 | «Спліт-кадр»                                         | Україна, Чорноморське (Крим) | Музей «Калос Лімен»              |
| 27.09.2013 | «Спліт-кадр»                                         | Україна, Київ                | Національна філармонія           |
| 21.10.2014 | «Реалії Майдану»                                     | Україна, Київ                | Національна філармонія           |
| 01.12.2014 | «Чарівна палітра»                                    | Україна, Київ                | Будинок актора                   |
| 15.01.2015 | «Два світи»                                          | Україна, Київ                | Експоцентр                       |
| 24.08.2016 | «Ліго — Івана Купала»                                | Латвія                       | —                                |
| 06.07.2017 | «Івана Купала — Ліго»                                | Україна, Київ                | Етнічне село Пирогово            |
| 01.09.2017 | «Діалог»                                             | Україна, Київ                | Посольство Аргентини             |
| 21.08.2018 | «Маловідомі святині православного Кіпру»             | Кіпр, Пафос                  | —                                |
| 21.12.2019 | Фотовиставка до Дня гідності                         | Україна, Київ                | Національна філармонія           |

## Видання
- Українсько-есперантський словник-мінімум. Укладачі В. Пацюрко, В. Станович, редактор Є. Ковтонюк. — Дрогобич, Українське есперанто-видавництво «Добре серце», 1998.
- Передмова та переклад оповідання «День всесвітнього миру» — В. Єрошенко. Казки та легенди. — Київ, Видавець Вадим Карпенко, 2004. ISBN 966-7833-96-8
- Василь Єрошенко (1890—1952) — видатний український есперантист. Доповідь на науково-практичній конфренції «Есперанто в ХХІ сторіччі: стан і перспективи розвитку. До 100-річчя книги Михайла Юрківа „Підручник міжнародного язика Есперанто“» (29-30.06.2007, м. Тернопіль) — Благодійний фонд ім. Василя Єрошенка «Есперо» (Київ, Україна). Луцьк, Надстир'я, 2008. ISBN 978-966517-616-9
- Есперантсько-український календар, з власними фотороботами.